# Curetis gloriosa
Curetis gloriosa är en fjärilsart som beskrevs av Moore 1883. Curetis gloriosa ingår i släktet Curetis och familjen juvelvingar. Inga underarter finns listade i Catalogue of Life.